# Caja Schöpf
Caja Schöpf (* 26. März 1985 in Weilheim) ist eine deutsche Freestyle-Skierin.
Caja Schöpf gab ihr Debüt im Freestyle-Skiing-Weltcup in der Saison 2010/11. Bei ihrem ersten Weltcup-Start in der Halfpipe belegte sie den sechsten Platz und gewann direkt 40 Weltcuppunkte. Bei der Freestyle-Skiing-Weltmeisterschaft 2011 in Deer Valley kam sie in der Disziplin Slopestyle auf Platz 15.
Schöpf ist Mitglied des SV Ohlstadt und lebt in Innsbruck, wo sie studiert, und in Garmisch-Partenkirchen.